# Vopiscus Fortunatus Plempius

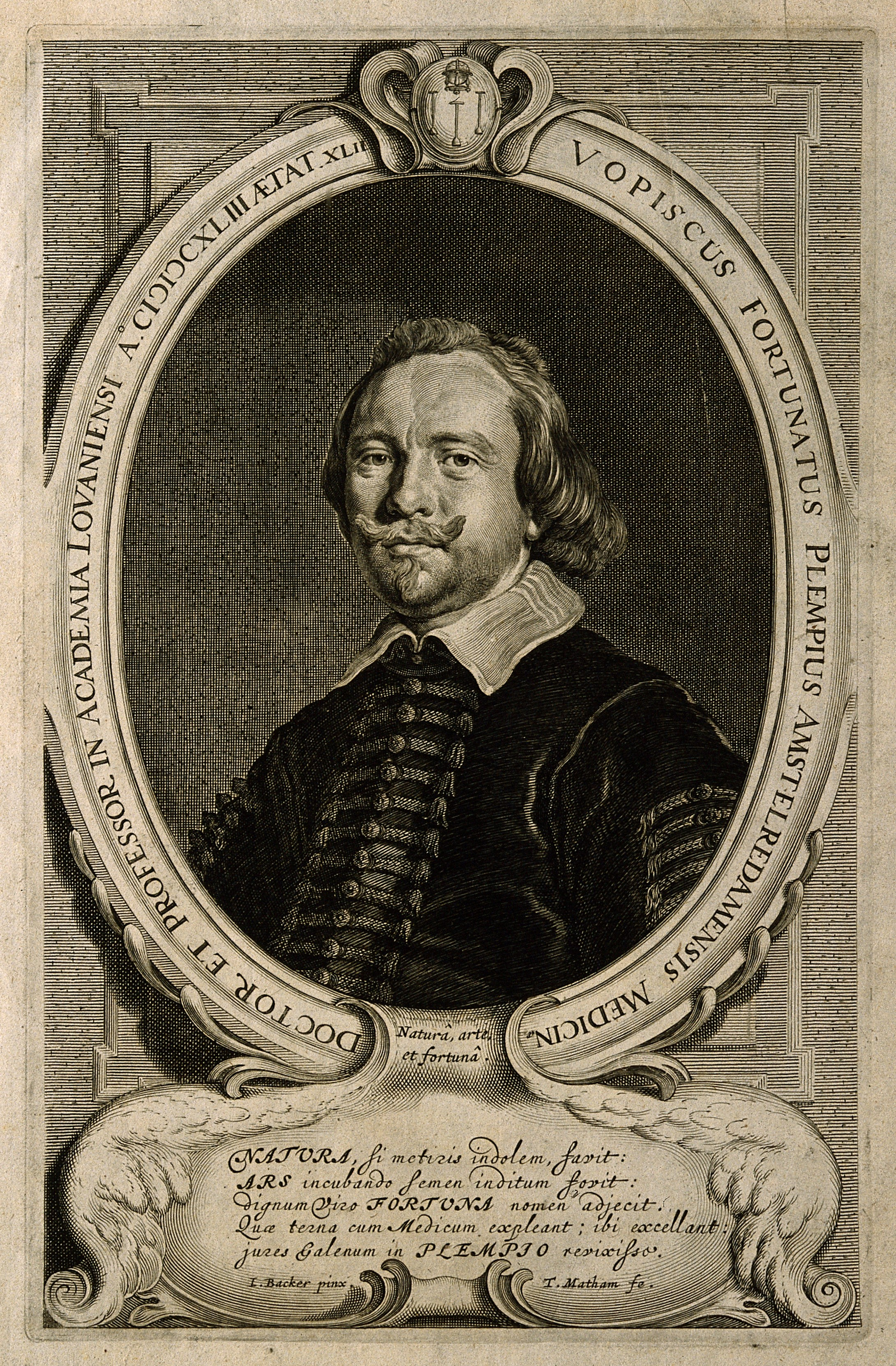
Vopiscus Fortunatus Plempius.Gravure door Theodor Matham naar schilderij (1643) van Jacob Adriaensz. Backer, Rijksmuseum Amsterdam

Foppe Plemp (Amsterdam, 1601 - Leuven, 1671) of Vopiscus Fortunatus Plempeius of Plempius, was arts en rector van de Universiteit Leuven.

## Levensloop
Hij werd geboren in Amsterdam in een welgestelde katholieke familie, zijn beide voornamen betekenen dat hij de gelukkige enige overlevende van een tweeling was. Hij leerde latijn bij de jezuïeten in Gent, studeerde filosofie te Leuven (bij Fromondus) en geneeskunde in Leiden, in Padua (bij Adrianus Spigelius); nadat hij in 1624 zijn dokterstitel haalde aan de Bologna vestigde hij zich te Amsterdam en kreeg van de stad de opdracht om demonstraties in de anatomie te houden.
Plemp werd een bekende arts in zijn tijd. In 1633 publiceerde hij een bewerking met aanvullingen van het Alphabeton anatomikon van zijn collega Barthélémy Cabrol uit Montpellier, met als titel: Ontleeding des Menschelycken Lichaems. Eertijts in 't Latijn beschreven... Nu verduytscht en met by-voechselen als oock figuren verrijckt. Veel door hem ingevoerde Nederlandse termen worden nog steeds in de anatomie gebruikt.
Hij toonde zich er een voorstander van om niet alleen in het latijn maar ook in de volkstaal te schrijven "tot ghenoegingh der liefhebberen" en verdedigde dit tegen eventuele critici: "de geleerdtheydt en lijdt niet, dat al haar gheheymnissen in 't Duytsch uytgestort werden".
In het noorden had hij als katholiek geen uitzicht op een academische loopbaan maar eveneens in 1633 werd hij door aartshertogin Isabella van Spanje (1566-1633), landvoogdes van de Zuidelijke Nederlanden, benoemd tot professor in de geneeskunde aan de Universiteit van Leuven. Zijn vermaardheid groeide hierna alleen maar. Hij schreef als professor uitsluitend nog in het Latijn.
In de oftalmologie paste Plemp als eerste de wetten van Kepler toe en beschreef hij op briljante wijze de oogspieren.
Hij was een vriend van René Descartes, met wie hij jarenlang correspondeerde, onder andere aangaande de theorie van William Harvey over de bloedsomloop: als aanhanger van Galenus was hij het aanvankelijk niet eens met de visie dat het hart de motor was van de bloedsomloop. Maar in zijn Fundamenta seu Institutiones Medicinae (1638) erkende hij na nauwgezet onderzoek zijn ongelijk - een destijds uitzonderlijke stap. Descartes brak vervolgens echter met hem omdat Plemp daarin uittreksels uit hun briefwisseling publiceerde; Descartes voelde zich hierdoor gedwarsboomd bij het herzien van zijn "Verhandeling over de methode" en vond dat Plemp hun correspondentie "verminkt had".
Hij vertaalde de eerste twee boeken van Avicenna in het Latijn.
In 1649 werd hij voor de duur van een jaar verkozen tot rector magnificus van zijn universiteit.
In zijn Antymus Coningius Peruviani pulveris defensor (1655) verzette hij zich hevig tegen het door de Franse jezuïet Honoré Fabri (alias Coningius) gepropageerde medicijn Peruviaanse schors (ook "jezuïetenschors" genoemd).

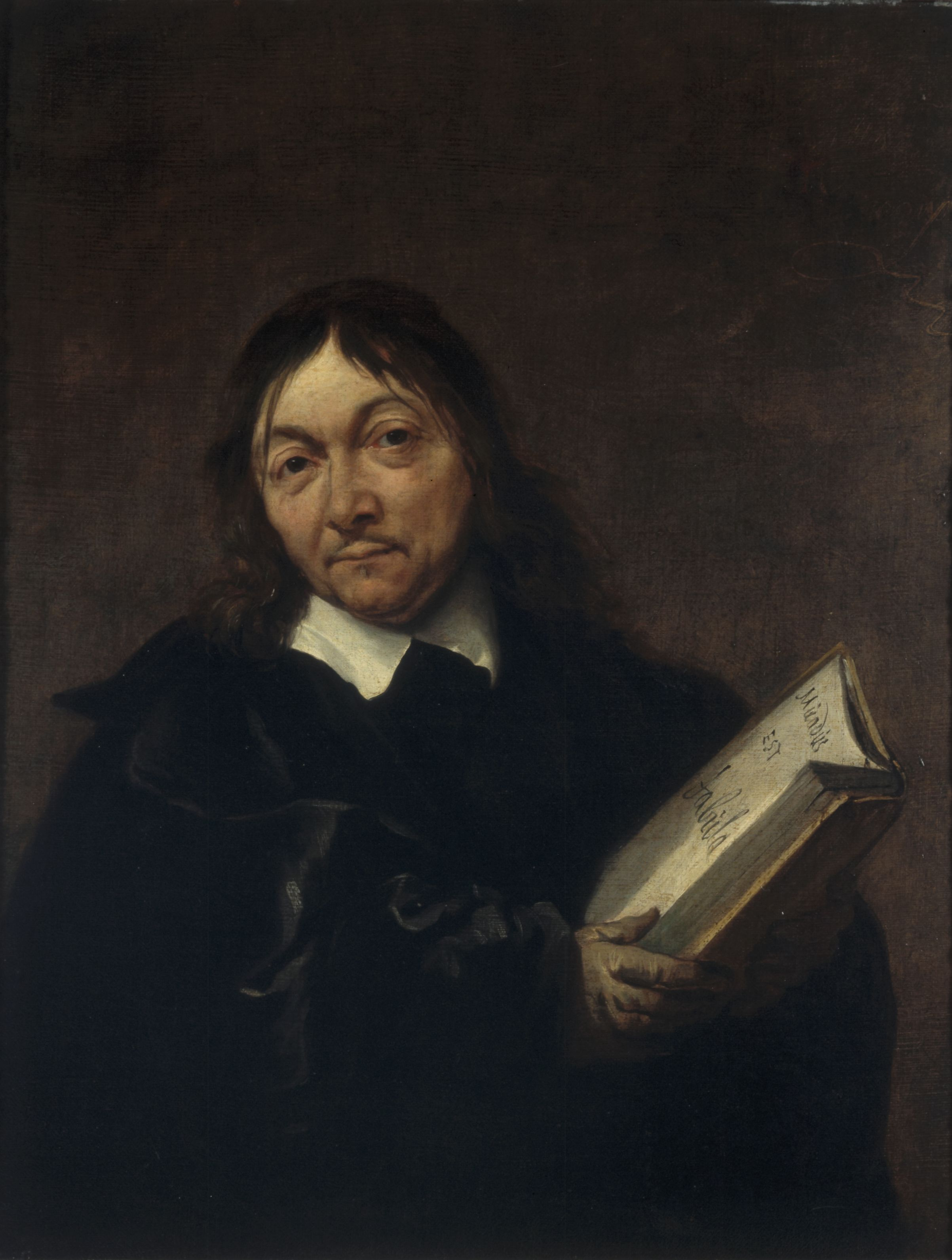
René Descartes, schilderij (ca. 1648) door Jan Baptist Weenix. Centraal Museum, Utrecht

## Publicaties
- Ophtalmographia, sive de oculi fabrica, Amsterdam, 1632.
- Fundamenta seu Institutiones Medicinae, Leuven, 1638.
- Antymus Coningius Peruviani pulveris defensor, Amsterdam, 1655.
- De affectibus capillorum et unguium Tractatus, 1662.
- Loimographia, sive tractatus de peste, Amsterdam, 1664.
- De togatorum valetudine tuenda commentatio, 1670.